# První divize 1924/1925
Soutěžní ročník Prima Divisione 1924/25 byl 25. ročník nejvyšší italské fotbalové ligy. Konal se od 5. října 1924 do 30. srpna 1925. Zúčastnilo se jí celkem již nově 43 klubů (o dva méně než minule). Mistrovský titul získal poprvé ve své klubové kariéře Boloňa. 
Nejlepším střelcem se stal Italský hráč Livorna Mario Magnozzi, který vstřelil 19 branek.

## Události

### Před sezonou

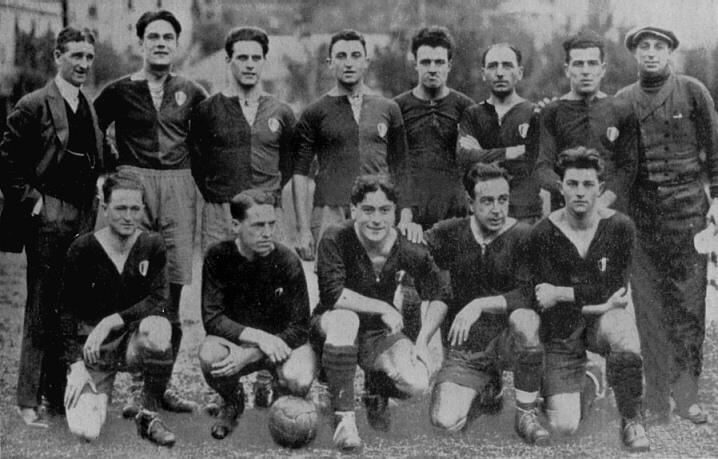
Janovští již ze znakem Scudetta.

Turnaj se opět uskutečnil jako Lega Nord (Severní část) a Lega Sud (Jižní část). V Severní části se zúčastnilo o jednoho více než v minulém ročníku. Ve dvou skupinách bylo 25 klubů a vítězové skupin se utkali proti sobě ve finále. V Jižní části bylo 21 klubů rozdělených podle geografické polohy a vítězové regionálních skupin postoupili do semifinále, která byla rozdělena na dvě skupiny. Poté se vítězové těchto skupin utkali proti sobě o vítězství v Jižní části. O mistrovský titul se v září utkali vítězové Lega Nord (Severní část) a Lega Sud (Jižní část).

### Během sezony

#### Lega Nord
Mistrovský titul z minulého ročníku obhajoval Janov. Ten se po celou sezonu trápil na venkovních hřištích když prohrál pět utkání. To chtěla využít Modena, která ještě vedla dvě kola před koncem v tabulce. Jenže Janov dohrával dva zápasy, které vyhrál a stal se tak vítězem skupiny A o jeden bod. Ve skupině B se o prvenství ucházeli tři kluby: Boloňa, Juventus a Pro Vercelli. Nakonec vyhrál o dva body Boloňa. A tak se stalo že opět po roce se utkali ve finále Lega Nord Janov s Boloňou.
Finále bylo zcela jiné než v minulém ročníku. První utkání se hrálo 24. května 1925 v Boloni. Janov vyhrál 3:1. Odvetné utkání se hrálo 31. května v Janově. Boloňa šla do vedení, ale Janov později vyrovnal na 1:1. Místo aby ubránili remízu, zaručující vítězství v Lega Nord, hráli útočně. Nakonec Boloňa vstřelila branku a zápas vyhrála.
Třetí zápas podle regulí se musel odehrát na neutrálním hřišti. A tak 7. června se hrálo v Miláně. Do města přijelo mnoho fanoušků, hlavně z Janova. Ti se nakonec vměstnali na okraji hřiště. Rozhodčí naléhal na vedení Lega Nord, že je to nebezpečné, ale vedení na to nereagovalo. V prvním poločase Janov vstřelila dvě branky a nadšení fanoušci se při každé vstřelené brance vrhli na hřiště. I přesto zápas pokračoval bez incidentu až do doby, kdy Boloňa snížila kontroverzní brankou, která rozpoutala chaos a zmatek jak na hřišti, tak u fanoušků. Po čtvrt hodině se rozhodčí po poradě s asistenty rozhodl branku uznat. Utkání pokračovalo a osm minut před koncem bylo vyrovnáno. Mělo se hrát prodloužení, jenže Janov odmítl hrát, protože se domníval, že vyrovnávající branka byla neregulérní. Zato Boloňa žádala vedení o vyhlášení vítěze pro svůj klub. Rozhodnutí měla vyřknout později vedení Lega Nord. Na vlakovém nádraží v Miláně se mezitím poprali fanoušci obou mužstev, kterou vyvolali příznivci Boloně.
Vedení se rozhodlo že zápas se bude opakovat 5. července v Turíně. Utkání skončilo opět po prodloužení remízou (1:1). A opět se fanoušci obou klubů porvali. Na vlakovém nádraží, když fanoušci odjížděli domů, bylo z boloňského hloučku vypáleno asi 20 výstřelů z pistole proti janovským příznivcům, což způsobilo dvě zranění. Poté mezi oběma kluby vypukla rvačka. FIGC vyzvala Boloňu, aby identifikovala osoby odpovědné za zločin. Klub si stěžoval na údajné provokace ze stany Janova. Vedení ligy později rozhodla udělit Boloni pokutu a požadovala, aby předali viníky útoku úřadům do 31. července. Jinak bude klub diskvalifikován. To vyvolalo rozzlobený pouliční protest ve městě, podporovaný městskými úřady, ve kterém odsoudil existenci hypotetického spiknutí ve prospěch Janova. Nakonec se diskvalifikace nekonala a vedení ligy se s kluby domluvilo na rozhodujícím pátém zápase v Miláně, který se konal 9. srpna, ale bez diváků. 
Vynucená pauza přiměla oba týmy ke snížení tréninků. Byl to Janov, kdo trpěl nejvíce poklesem formy. Zápas skončil 2:0 pro Boloňu, přestože utkání dohrávala s devíti hráči.

#### Lega Sud
V Kampánii hrály pouze čtyři týmy a o dvě postupová místa bojovala do posledních kol tři týmy (Savoia, Internaples a Cavese). Nakonec postup slavili hráči ze Savoia a Cavese. 
Také ve skupině Lazio se hrálo do posledního kola. O postup hráli Alba Řím, Lazio a Fortitudo. Nakonec postoupili Alba Řím a Lazio. V Apulii se o první místo utkali v dodatečném utkání již jistě postupující Pro Italia a Liberty (1:0). V Sicilské skupině hrálo jen dva kluby a postup si zajistil Messinese. V poslední skupině Marche se opět nehrálo a jediným přihlášený klub byla Anconitana.
V semifinálové skupině A se muselo hrát ještě dodatečné utkání o první místo, protože Anconitana a Lazio mělo stejně bodů. Zápas skončil vítězstvím Anconitana 1:0. Ve skupině B vyhrál bez prohry Alba Řím a tak finále Lega Sud hrála podruhé za sebou. Finále vyhrál klub z Říma, když vyhrál v Anconě 3:1. Doma potom vyhrál 1:0 a tak se Alba Řím stal poprvé vítězem Lega Sud a mohl tak hrát o mistrovský titul.

#### Finále
Velké finále (Finalissima) se hrálo až 16. srpna, protože Boloňa musela hrát pět zápasů (v rozmezí pěti týdnů) ve finále Lega Nord. První zápas vyhrál domácí klub z Boloně 4:0, když ve druhém poločase padly tři branky a další dvě nebyly uznány, což potvrdilo, že mezi severem a jihem je výkonnostní propast. Odvetný zápas v Římě vyhrála opět Boloňa a to 2:0. Rossoblù tak získali svůj první mistrovský titul, který byl později v žurnalistice přezdíván jako Scudetto delle pistole.

## Lega Nord (Severní část)

### Skupina A

#### Účastníci
| Klub      | Město             | Stadion                   | Trenér           |
| --------- | ----------------- | ------------------------- | ---------------- |
| Brescia   | Brescia           | Stadium di viale Piave    | Imre Payer       |
| Casale    | Casale Monferrato | Stadio Natale Palli       | Technická komise |
| Cremonese | Cremona           | Campo di via Persico      | Eugen Payer      |
| Janov     | Janov             | Campo di via del Piano    | William Garbutt  |
| Inter     | Milán             | Campo di via Goldoni      | Paolo Scheidler  |
| Legnano   | Legnano           | Stadio di via Pisacane    | Imre Schoffer    |
| Modena    | Modena            | Campo di viale Fontanelli | Ferenc Kónya     |
| Pisa      | Pisa              | Stadio Arena Garibaldi    | Technická komise |
| Reggiana  | Reggio Emilia     | Stadio Mirabello          | Severino Taddei  |
| Spezia    | La Spezia         | Stadio Alberto Picco      | Technická komise |
| Turín     | Turín             | Campo Stradale Stupinigi  | Peter Farmer     |
| Verona    | Verona            | Campo di Borgo Venezia    | Ferenc Molnár    |

#### Tabulka
| Poř. | Tým       | Z  | V  | R | P  | VG | OG | B  |
| ---- | --------- | -- | -- | - | -- | -- | -- | -- |
| 1.   | Janov     | 22 | 13 | 4 | 5  | 48 | 23 | 30 |
| 2.   | Modena    | 22 | 13 | 3 | 6  | 41 | 24 | 29 |
| 3.   | Casale    | 22 | 12 | 3 | 7  | 37 | 30 | 27 |
| 4.   | Inter     | 22 | 12 | 1 | 9  | 44 | 37 | 25 |
| 5.   | Pisa      | 22 | 11 | 3 | 8  | 32 | 28 | 25 |
| 6.   | Turín     | 22 | 9  | 6 | 7  | 30 | 25 | 24 |
| 7.   | Cremonese | 22 | 9  | 4 | 9  | 28 | 34 | 22 |
| 8.   | Reggiana  | 22 | 9  | 2 | 11 | 36 | 42 | 20 |
| 9.   | Verona    | 22 | 6  | 6 | 10 | 33 | 42 | 18 |
| 10.  | Brescia   | 22 | 7  | 3 | 12 | 27 | 34 | 17 |
| 11.  | Legnano   | 22 | 4  | 4 | 14 | 22 | 41 | 12 |
| 12.  | Spezia    | 22 | 3  | 2 | 17 | 13 | 46 | 8  |

|  | Postup do finále Lega Nord          |
|  | Play out o sestup s týmy z 2. ligy  |
|  | Sestup do Seconda Divisione 1925/26 |

Poznámky
- Z = Odehrané zápasy; V = Vítězství; R = Remízy; P = Prohry; VG = Vstřelené góly; OG = Obdržené góly; B = Body
- za výhru 2 body, za remízu 1 bod, za prohru 0 bodů.
- při rovnosti bodů rozhodoval rozdíl mezi vstřelených a obdržených branek.
- klub Legnano mělo hrát o sestup s vítězem z 2. ligy, ale po odstoupení se nakonec neuskutečnilo a tak Legnano zůstalo v soutěži.

#### Výsledková tabulka
|           | Brescia | Casale | Cremonese | Inter | Janov | Legnano | Modena | Pisa | Reggiana | Spezia | Turín | Verona |
| --------- | ------- | ------ | --------- | ----- | ----- | ------- | ------ | ---- | -------- | ------ | ----- | ------ |
| Brescia   | –       | 3:1    | 5:0       | 1:0   | 0:2   | 1:0     | 4:1    | 0:1  | 1:1      | 4:2    | 1:2   | 4:0    |
| Casale    | 2:1     | –      | 3:0       | 2:1   | 2:1   | 1:0     | 4:0    | 3:1  | 2:0      | 6:3    | 0:0   | 2:0    |
| Cremonese | 3:0     | 2:1    | –         | 1:1   | 2:0   | 3:0     | 1:0    | 1:0  | 1:1      | 6:0    | 0:1   | 2:2    |
| Inter     | 1:0     | 4:0    | 4:2       | –     | 2:1   | 1:2     | 4:1    | 1:2  | 3:0      | 5:2    | 2:5   | 3:1    |
| Janov     | 5:0     | 4:1    | 4:0       | 2:1   | –     | 6:3     | 2:0    | 1:1  | 4:1      | 3:2    | 0:0   | 3:0    |
| Legnano   | 0:0     | 0:0    | 0:1       | 0:2   | 1:0   | –       | 0:0    | 0:0  | 2:0      | 1:1    | 4:1   | 1:1    |
| Modena    | 2:0     | 3:0    | 3:0       | 5:0   | 1:0   | 3:1     | –      | 4:0  | 2:1      | 2:0    | 0:1   | 1:0    |
| Pisa      | 6:1     | 2:2    | 3:0       | 3:1   | 1:2   | 1:0     | 0:1    | –    | 2:0      | 3:2    | 1:0   | 2:0    |
| Reggiana  | 2:1     | 1:0    | 4:1       | 4:2   | 2:4   | 3:1     | 1:4    | 3:1  | –        | 2:0    | 2:1   | 6:2    |
| Spezia    | 1:0     | 1:1    | 0:0       | 0:1   | 0:1   | 1:0     | 0:3    | 1:0  | 2:1      | –      | 1:0   | 1:1    |
| Turín     | 0:0     | 1:2    | 1:0       | 1:2   | 1:1   | 0:1     | 2:2    | 3:1  | 3:1      | 2:1    | –     | 3:1    |
| Verona    | 2:0     | 2:1    | 1:2       | 2:3   | 2:2   | 2:1     | 3:3    | 3:0  | 3:0      | 3:0    | 2:2   | –      |

### Skupina B

#### Účastníci
| Klub            | Město         | Stadion                      | Trenér             |
| --------------- | ------------- | ---------------------------- | ------------------ |
| Alessandria     | Alessandria   | Campo degli Orti             | László Gonda       |
| Andrea Doria    | Janov         | Campo sportivo della Cajenna | Imre Payer         |
| Boloňa          | Boloňa        | Stadio Sterlino              | Hermann Felsner    |
| Derthona        | Tortona       | Campo Fornaci                | Oddone             |
| Juventus        | Turín         | Stadio di corso Marsiglia    | Jenő Károly        |
| Livorno         | Livorno       | Campo di Villa Chayes        | József Ging        |
| Mantova         | Mantova       | Campo dell'Ippodromo Te      | Guglielmo Reggiani |
| Milán           | Milán         | Campo di viale Lombardia     | Vittorio Pozzo     |
| Novara          | Novara        | Campo di via Lombroso        | Technická komise   |
| Padova          | Padova        | Stadio Silvio Appiani        | Herbert Burgess    |
| Pro Vercelli    | Vercelli      | Campo piazza Conte di Torino | Technická komise   |
| Sampierdarenese | Sampierdarena | Stadio di Villa Scassi       | Karl Rumbold       |
| SPAL            | Ferrara       | Campo di Piazza d'Armi       | Walter Alt         |

#### Tabulka
| Poř. | Tým             | Z  | V  | R  | P  | VG | OG | B  |
| ---- | --------------- | -- | -- | -- | -- | -- | -- | -- |
| 1.   | Boloňa          | 24 | 15 | 4  | 5  | 53 | 22 | 34 |
| 2.   | Pro Vercelli    | 24 | 13 | 6  | 5  | 56 | 29 | 32 |
| 3.   | Juventus        | 24 | 12 | 8  | 4  | 38 | 21 | 32 |
| 4.   | Padova          | 24 | 12 | 5  | 7  | 51 | 34 | 29 |
| 5.   | Livorno         | 24 | 9  | 7  | 8  | 45 | 41 | 25 |
| 6.   | Alessandria     | 24 | 8  | 9  | 7  | 27 | 30 | 25 |
| 7.   | Novara          | 24 | 6  | 10 | 8  | 26 | 30 | 22 |
| 8.   | Milán           | 24 | 9  | 3  | 12 | 26 | 33 | 21 |
| 9.   | Andrea Doria    | 24 | 10 | 1  | 13 | 45 | 51 | 21 |
| 10.  | Sampierdarenese | 24 | 7  | 6  | 11 | 24 | 32 | 20 |
| 11.  | Mantova         | 24 | 8  | 3  | 13 | 38 | 56 | 19 |
| 12.  | SPAL            | 24 | 7  | 5  | 12 | 26 | 50 | 19 |
| 13.  | Derthona        | 24 | 4  | 5  | 15 | 25 | 54 | 13 |

|  | Postup do finále Lega Nord          |
|  | Play out o sestup s týmy z 2. ligy  |
|  | Sestup do Seconda Divisione 1925/26 |

Poznámky
- Z = Odehrané zápasy; V = Vítězství; R = Remízy; P = Prohry; VG = Vstřelené góly; OG = Obdržené góly; B = Body
- za výhru 2 body, za remízu 1 bod, za prohru 0 bodů.
- při rovnosti bodů rozhodoval rozdíl mezi vstřelených a obdržených branek.

#### Výsledková tabulka
|                 | Alessandria | Andrea Doria | Boloňa | Derthona | Juventus | Livorno | Mantova | Milán | Novara | Padova | Pro Vercelli | Sampier. | SPAL |
| --------------- | ----------- | ------------ | ------ | -------- | -------- | ------- | ------- | ----- | ------ | ------ | ------------ | -------- | ---- |
| Alessandria     | –           | 2:1          | 1:0    | 0:0      | 2:2      | 2:3     | 6:1     | 3:1   | 1:0    | 1:1    | 1:0          | 1:0      | 2:1  |
| Andrea Doria    | 0:0         | –            | 0:1    | 4:1      | 0:0      | 1:0     | 3:1     | 3:2   | 2:0    | 4:0    | 1:1          | 2:1      | 1:0  |
| Boloňa          | 3:1         | 5:0          | –      | 4:1      | 2:1      | 2:1     | 5:0     | 2:0   | 0:0    | 3:0    | 3:0          | 4:0      | 3:1  |
| Derthona        | 1:1         | 0:3          | 2:4    | –        | 0:2      | 2:1     | 3:0     | 0:3   | 1:1    | 2:0    | 1:1          | 1:0      | 0:2  |
| Juventus        | 3:0         | 1:0          | 2:1    | 2:1      | –        | 2:0     | 3:0     | 5:3   | 1:1    | 0:2    | 0:0          | 4:1      | 2:1  |
| Livorno         | 1:1         | 2:0          | 2:2    | 6:2      | 2:2      | –       | 4:1     | 4:0   | 1:1    | 2:0    | 4:1          | 2:1      | 4:0  |
| Mantova         | 1:1         | 1:0          | 0:0    | 5:1      | 0:1      | 4:0     | –       | 4:2   | 0:1    | 2:1    | 4:2          | 1:1      | 4:0  |
| Milán           | 3:0         | 2:0          | 3:1    | 3:2      | 0:0      | 4:2     | 2:1     | –     | 3:1    | 1:3    | 1:2          | 2:0      | 3:1  |
| Novara          | 0:0         | 1:0          | 1:2    | 2:1      | 1:1      | 1:1     | 3:1     | 4:2   | –      | 1:1    | 1:1          | 0:2      | 4:1  |
| Padova          | 4:0         | 6:1          | 3:2    | 2:1      | 2:1      | 5:1     | 1:2     | 4:0   | 1:1    | –      | 0:0          | 2:0      | 9:0  |
| Pro Vercelli    | 2:0         | 2:0          | 3:0    | 5:0      | 2:1      | 6:1     | 5:3     | 3:2   | 5:1    | 6:0    | –            | 2:0      | 5:0  |
| Sampierdarenese | 1:0         | 2:0          | 0:0    | 1:0      | 0:0      | 1:1     | 4:1     | 3:2   | 1:0    | 2:3    | 2:2          | –        | 0:0  |
| SPAL            | 1:1         | 2:0          | 0:4    | 2:2      | 0:2      | 0:0     | 4:1     | 3:1   | 1:0    | 1:1    | 3:0          | 2:1      | –    |

### Finále Lega Nord

#### Výsledky
| 1. zápas 24. květen 1925 | Boloňa       | 1 – 2 | Janov                 | Stadio Sterlino, Boloňa |  |  |
|                          | Schiavio 89' |       | 57' Alberti 86' Catto | Rozhodčí: Gama          |  |  |
|                          |              |       |                       |                         |  |  |

| 2. zápas 31. květen 1925 | Janov          | 1 – 2 | Boloňa                       | Campo di via del Piano, Janov |  |  |
|                          | Santamaria 73' |       | 34' Muzzioli 83' Della Valle | Rozhodčí: Gama                |  |  |
|                          |                |       |                              |                               |  |  |

| 3. zápas 7. červen 1925 | Janov                 | 2 – 2 | Boloňa                 | Campo di Viale Lombardia, Milán |  |  |
|                         | Catto 12' Alberti 42' |       | 61' Muzzioli 82' Pozzi | Rozhodčí: Mauro                 |  |  |
|                         |                       |       |                        |                                 |  |  |

| opakování 3. zápasu 5. červenec 1925 | Janov     | 1 – 1 prodl. | Boloňa       | Stadio di Corso Marsiglia, Turín |  |  |
|                                      | Catto 25' |              | 11' Schiavio | Rozhodčí: Gama                   |  |  |
|                                      |           |              |              |                                  |  |  |

| 4. zápas 9. srpen 1925 | Boloňa              | 2 – 0 | Janov | Officine Meccaniche, Milán |  |  |
|                        | Pozzi 28' Perin 89' |       |       | Rozhodčí: Gama             |  |  |
|                        |                     |       |       |                            |  |  |

Klub Boloňa vyhrál Lega Nord a mohl se tak utkat o titul.

### Play out
| 30. srpen 1925 | Mantova | 3 – 1 prodl. | SPAL | Milán |  |  |
|                |         |              |      |       |  |  |
|                |         |              |      |       |  |  |

Klub SPAL sestoupil do 2. ligy.

## Lega Sud (Jižní část)

### Kampánie

#### Účastníci
| Klub            | Město            | Stadion                        | Trenér              |
| --------------- | ---------------- | ------------------------------ | ------------------- |
| Cavese          | Cava de' Tirreni | –                              | ?                   |
| Internaples     | Neapol           | Stadio Militare dell'Arenaccia | ?                   |
| Salernitanaudax | Salerno          | Campo di Piazza d'Armi         | Mario Belloni       |
| Savoia          | Torre Annunziata | Campo Oncino                   | Raffaele Di Giorgio |

#### Tabulka
| Poř. | Tým             | Z | V | R | P | VG | OG | B |
| ---- | --------------- | - | - | - | - | -- | -- | - |
| 1.   | Savoia          | 6 | 4 | 1 | 1 | 11 | 6  | 9 |
| 2.   | Cavese          | 6 | 3 | 2 | 1 | 9  | 3  | 8 |
| 3.   | Internaples     | 6 | 2 | 3 | 1 | 9  | 7  | 7 |
| 4.   | Salernitanaudax | 6 | 0 | 0 | 6 | 1  | 14 | 0 |

|  | Postup do semifinále                           |
|  | Play out o sestup s týmem z 2. ligy (Kampánie) |

Poznámky
- Z = Odehrané zápasy; V = Vítězství; R = Remízy; P = Prohry; VG = Vstřelené góly; OG = Obdržené góly; B = Body
- za výhru 2 body, za remízu 1 bod, za prohru 0 bodů.

#### Výsledková tabulka
|                 | Cavese | Internaples | Salernitanaudax | Savoia |
| --------------- | ------ | ----------- | --------------- | ------ |
| Cavese          | –      | 1:1         | 3:0             | 2:0    |
| Internaples     | 1:1    | –           | 3:0             | 1:1    |
| Salernitanaudax | 0:2    | 0:1         | –               | 1:3    |
| Savoia          | 1:0    | 4:2         | 2:0             | –      |

### Play Out
| 1. zápas 24. květen 1925 | Salernitanaudax | 3 – 1 | Stabia | Salerno |  |  |
|                          |                 |       |        |         |  |  |
|                          |                 |       |        |         |  |  |

| 2. zápas 31. květen 1925 | Stabia | 1 – 1 | Salernitanaudax | Castellammare di Stabia |  |  |
|                          |        |       |                 |                         |  |  |
|                          |        |       |                 |                         |  |  |

- Klub Salernitanaudax zůstal v soutěži.

### Lazio

#### Účastníci
| Klub       | Město | Stadion                    | Trenér           |
| ---------- | ----- | -------------------------- | ---------------- |
| Alba Řím   | Řím   | –                          | Technická komise |
| Audace Řím | Řím   | Motovelodromo Appio        | ?                |
| Fortitudo  | Řím   | Campo "Madonna del Riposo" | Technická komise |
| Lazio      | Řím   | Stadio della Rondinella    | Dezső Kőszegi    |
| Pro Řím    | Řím   | Stadio Flaminio            | ?                |

#### Tabulka
| Poř. | Tým        | Z | V | R | P | VG | OG | B  |
| ---- | ---------- | - | - | - | - | -- | -- | -- |
| 1.   | Alba Řím   | 8 | 5 | 2 | 1 | 15 | 7  | 12 |
| 2.   | Lazio      | 8 | 5 | 1 | 2 | 20 | 10 | 11 |
| 3.   | Fortitudo  | 8 | 4 | 2 | 2 | 20 | 11 | 10 |
| 4.   | Audace Řím | 8 | 2 | 1 | 5 | 16 | 26 | 5  |
| 5.   | Pro Řím    | 8 | 0 | 2 | 6 | 4  | 21 | 2  |

|  | Postup do semifinále                        |
|  | Play out o sestup s týmem z 2. ligy (Lazio) |
|  | Sestup do Seconda Divisione 1925/26         |

Poznámky
- Z = Odehrané zápasy; V = Vítězství; R = Remízy; P = Prohry; VG = Vstřelené góly; OG = Obdržené góly; B = Body
- za výhru 2 body, za remízu 1 bod, za prohru 0 bodů.

#### Výsledková tabulka
|           | Alba | Audace | Fortitudo | Lazio | Pro Řím |
| --------- | ---- | ------ | --------- | ----- | ------- |
| Alba      | –    | 2:1    | 1:1       | 2:2   | 1:0     |
| Audace    | 2:5  | –      | 2:6       | 0:6   | 5:1     |
| Fortitudo | 1:0  | 2:3    | –         | 3:0   | 1:1     |
| Lazio     | 0:3  | 3:2    | 3:0       | –     | 3:0     |
| Pro Řím   | 0:1  | 1:1    | 1:6       | 0:3   | –       |

#### Play out
| 1. zápas 21. červen 1925 | Audace Řím | 4 – 1 | Roman | Řím |  |  |
|                          |            |       |       |     |  |  |
|                          |            |       |       |     |  |  |

| 2. zápas 28. červen 1925 | Roman | 2 – 1 | Audace Řím | Řím |  |  |
|                          |       |       |            |     |  |  |
|                          |       |       |            |     |  |  |

| 3. zápas 5. červenec 1925 | Audace Řím | 3 – 1 | Roman | Řím |  |  |
|                           |            |       |       |     |  |  |
|                           |            |       |       |     |  |  |

- Klub Audace Řím se udržel v soutěži.

### Marche

#### Účastník
| Klub       | Město  | Stadion | Trenér |
| ---------- | ------ | ------- | ------ |
| Anconitana | Ancona | ?       | ?      |

Jediným účastníkem v regionu byla Anconitana, která automaticky postoupila do semifinále.

### Apulie

#### Účastníci
| Klub           | Město   | Stadion                  | Trenér           |
| -------------- | ------- | ------------------------ | ---------------- |
| Audace Taranto | Taranto | Campo del Regio Arsenale | ?                |
| Bari           | Bari    | Campo San Lorenzo        | Technická komise |
| Ideale         | Bari    | Campo San Lorenzo        | Technická komise |
| Liberty        | Bari    | Campo San Lorenzo        | Technická komise |
| Pro Italia     | Taranto | Motovelodromo Corvisea   | Technická komise |
| Tarantina      | Taranto | Campo del Regio Arsenale | Biagio La Neve   |

#### Tabulka
| Poř. | Tým            | Z  | V | R | P | VG | OG | B  |
| ---- | -------------- | -- | - | - | - | -- | -- | -- |
| 1.   | Pro Italia     | 10 | 7 | 1 | 2 | 22 | 8  | 15 |
| 2.   | Liberty        | 10 | 7 | 1 | 2 | 24 | 9  | 15 |
| 3.   | Audace Taranto | 10 | 5 | 3 | 2 | 20 | 8  | 13 |
| 4.   | Ideale         | 10 | 4 | 3 | 3 | 13 | 12 | 11 |
| 5.   | Tarantina      | 10 | 1 | 1 | 8 | 8  | 21 | 3  |
| 6.   | Bari           | 10 | 0 | 3 | 7 | 2  | 31 | 1  |

|  | Postup do semifinále                         |
|  | Play out o sestup s týmem z 2. ligy (Apulie) |
|  | Sestup do Seconda Divisione 1925/26          |

Poznámky
- Z = Odehrané zápasy; V = Vítězství; R = Remízy; P = Prohry; VG = Vstřelené góly; OG = Obdržené góly; B = Body
- za výhru 2 body, za remízu 1 bod, za prohru 0 bodů.
- kluby Pro Italia a Liberty odehráli dodatečný zápas o vítězství v Apulii.

#### Výsledková tabulka
|            | Audace | Bari | Ideale | Liberty | Pro Italia | Tarantina |
| ---------- | ------ | ---- | ------ | ------- | ---------- | --------- |
| Audace     | –      | 6:0  | 1:1    | 2:2     | 3:1        | 2:0       |
| Bari       | 0:0    | –    | 0:4    | 0:2     | 0:4        | 1:1       |
| Ideale     | 1:0    | 1:1  | –      | 0:2     | 0:0        | 2:0       |
| Liberty    | 0:1    | 7:0  | 4:1    | –       | 1:0        | 2:0       |
| Pro Italia | 3:1    | 3:0  | 2:0    | 4:2     | –          | 2:0       |
| Tarantina  | 0:4    | 3:0  | 2:3    | 1:2     | 1:3        | –         |

#### Dodatečný zápas
| 1. zápas 29. březen 1925 | Liberty | 0 – 1 | Pro Italia | Neapol |  |  |
|                          |         |       |            |        |  |  |
|                          |         |       |            |        |  |  |

#### Play Out
Zápas mezi kluby Ideale a Foggia se neodehrál, protože se k zápasu Foggia zřekla.

### Sicílie

#### Účastníci
| Klub      | Město   | Stadion                             | Trenér             |
| --------- | ------- | ----------------------------------- | ------------------ |
| Messinese | Messina | Campo “Enzo Geraci” alla Cittadella | Giovanni Stracuzzi |
| Palermo   | Palermo | Stadio Ranchibile                   | ?                  |

#### Výsledky
| 1. zápas 1. březen 1925 | Palermo | 0 – 2 | Messinese | Palermo |  |  |
|                         |         |       |           |         |  |  |
|                         |         |       |           |         |  |  |

| 2. zápas 8. březen 1925 | Messinese | 1 – 0 | Palermo | Messina |  |  |
|                         |           |       |         |         |  |  |
|                         |           |       |         |         |  |  |

Klub Messinese postoupil do semifinále.

### Semifinále Lega Sud

#### Skupina A

##### Tabulka
| Poř. | Tým        | Z | V | R | P | VG | OG | B |
| ---- | ---------- | - | - | - | - | -- | -- | - |
| 1.   | Anconitana | 6 | 3 | 2 | 1 | 12 | 9  | 8 |
| 2.   | Lazio      | 6 | 3 | 2 | 1 | 13 | 8  | 8 |
| 3.   | Savoia     | 6 | 1 | 3 | 2 | 5  | 8  | 5 |
| 4.   | Pro Italia | 6 | 1 | 1 | 4 | 5  | 10 | 3 |

|  | Postup do finále Lega Sud |

Poznámky
- Z = Odehrané zápasy; V = Vítězství; R = Remízy; P = Prohry; VG = Vstřelené góly; OG = Obdržené góly; B = Body
- za výhru 2 body, za remízu 1 bod, za prohru 0 bodů.
- kluby Anconitana a Lazio odehráli dodatečný zápas o finále Lega Sud.

##### Výsledková tabulka
|            | Anconitana | Lazio | Pro Italia | Savoia |
| ---------- | ---------- | ----- | ---------- | ------ |
| Anconitana | –          | 2:1   | 3:0        | 1:1    |
| Lazio      | 6:3        | –     | 1:0        | 1:1    |
| Pro Italia | 0:2        | 2:2   | –          | 3:1    |
| Savoia     | 1:1        | 0:2   | 1:0        | –      |

#### Dodatečný zápas
| 1. zápas 28. červen 1925 | Anconitana | 1 – 0 | Lazio | Neapol |  |  |
|                          |            |       |       |        |  |  |
|                          |            |       |       |        |  |  |

- klub Anconitana postoupila do finále Lega Sud.

#### Skupina B

##### Tabulka
| Poř. | Tým       | Z | V | R | P | VG | OG | B  |
| ---- | --------- | - | - | - | - | -- | -- | -- |
| 1.   | Alba Řím  | 6 | 5 | 1 | 0 | 21 | 2  | 11 |
| 2.   | Cavese    | 6 | 3 | 2 | 1 | 6  | 7  | 8  |
| 3.   | Liberty   | 6 | 1 | 1 | 4 | 3  | 12 | 3  |
| 4.   | Messinese | 6 | 0 | 2 | 4 | 2  | 11 | 2  |

|  | Postup do finále Lega Sud |

Poznámky
- Z = Odehrané zápasy; V = Vítězství; R = Remízy; P = Prohry; VG = Vstřelené góly; OG = Obdržené góly; B = Body
- za výhru 2 body, za remízu 1 bod, za prohru 0 bodů.
- při rovnosti bodů rozhodoval rozdíl mezi vstřelených a obdržených branek.

##### Výsledková tabulka
|           | Alba Řím | Cavese | Liberty | Messinese |
| --------- | -------- | ------ | ------- | --------- |
| Alba Řím  | –        | 5:0    | 6:0     | 3:0       |
| Cavese    | 1:1      | –      | 2:0     | 2:1       |
| Liberty   | 0:3      | 0:1    | –       | 3:0       |
| Messinese | 1:3      | 0:0    | 0:0     | –         |

### Finále Lega Sud
| 1. zápas 5. červenec 1925 | Anconitana          | 1 – 3 | Alba Řím                               | Ancona          |  |  |
|                           | Marinari 39 (pen.)' |       | 1' Ziroli 15 (pen.)' Barbini 73' Degni | Rozhodčí: Gamma |  |  |
|                           |                     |       |                                        |                 |  |  |

| 2. zápas 10. srpen 1925 | Alba Řím   | 1 – 0 | Anconitana | Stadio Nazionale, Řím |  |  |
|                         | Mattei 40' |       |            | Rozhodčí: Gama        |  |  |
|                         |            |       |            |                       |  |  |

Klub Alba Řím vyhrál Lega Sud a mohl se tak utkat o titul.

## Mistrovský zápas
| 1. zápas 16. srpen 1925 | Boloňa                                      | 4 – 0 | Alba Řím | Stadio Sterlino, Boloňa |  |  |
| 17:17                   | Della Valle 23', 61' Schiavio 73' Perin 89' |       |          | Rozhodčí: Rangone       |  |  |
|                         |                                             |       |          |                         |  |  |

| 2. zápas 23. září 1925 | Alba Řím | 0 – 2 | Boloňa                     | Stadio Nazionale, Řím |  |  |
|                        |          |       | 30' Della Valle 85' Rubini | Rozhodčí: Pinasco     |  |  |
|                        |          |       |                            |                       |  |  |

## Vítěz
| Prima Divisione Vítěz pro rok 1924/25 |
| ------------------------------------- |
| Bologna FC 1909                       |
|                                       |

## Střelecká listina
| Pořadí | Jméno                | Klub    | Branky |
| ------ | -------------------- | ------- | ------ |
| 1.     | Mario Magnozzi       | Livorno | 19     |
| 2.     | Rodolfo Ostromann    | Milán   | 18     |
| 3.     | Giuseppe Della Valle | Boloňa  | 17     |
| 4.     | Angelo Schiavio      | Boloňa  | 16     |
| 4.     | Fulvio Bernardini    | Lazio   | 16     |